# Daniel Benzali
Daniel Benzali (* 20. Januar 1950 in Rio de Janeiro, Brasilien) ist ein US-amerikanischer Schauspieler.

## Leben
Benzali wurde als Sohn brasilianischer Eltern in Rio de Janeiro geboren, die Familie zog jedoch drei Jahre nach seiner Geburt in die Vereinigten Staaten, wo er in Brooklyn aufwuchs. Zunächst trat er an US-amerikanischen Theatern auf, bevor er in den 1970er Jahren nach England zog, wo er insgesamt neun Jahre in London verbrachte und Mitglied der Royal Shakespeare Company wurde. 1993 war er neben Patti LuPone und Kevin Anderson in der Weltpremiere von Andrew Lloyd Webbers Musical Sunset Boulevard zu sehen. 2000 trat er an der Seite von Mira Sorvino Off-Broadway in einer Adaption von Luigi Pirandellos Vestire gli ignudi auf.
1985 hatte er in James Bond 007 – Im Angesicht des Todes als W. G. Howe eine seiner ersten Spielfilmrollen. Größere Filmrollen hatte er später unter anderem als William Kubert in Die Bombe fliegt, als Agent Nick Spikings in Mord im Weißen Haus und als Schlermer in Die Grauzone. 1997 hatte er eine Nebenrolle in Wim Wenders’ Independent-Film Am Ende der Gewalt.
Erfolgreich war er zudem im Fernsehen. Neben Gastrollen in  zahlreichen erfolgreichen Serienformaten war er zwischen 1988 und 1993 als Richter Donald T. Phillips in L.A. Law – Staranwälte, Tricks, Prozesse zu sehen. 1995 erhielt er die Hauptrolle als Verteidiger Theodore (Ted) Hoffman in der Serie Murder One. Nach der ersten Staffel wurde er durch Anthony LaPaglia ersetzt. Von 2001 bis 2003 stellte er Robert Quinn in The Agency – Im Fadenkreuz der C.I.A. dar. Weitere wiederkehrende Gastrollen hatte er in New York Cops – NYPD Blue, Jericho – Der Anschlag und der Seifenoper General Hospital.

## Filmografie (Auswahl)

### Fernsehen
- 1988–1993: L.A. Law – Staranwälte, Tricks, Prozesse (L.A. Law)
- 1989: Die Schöne und das Biest (Beauty and the Beast)
- 1989: Falcon Crest
- 1989: Raumschiff Enterprise – Das nächste Jahrhundert (Star Trek: The Next Generation)
- 1991: Matlock
- 1993–2003: New York Cops – NYPD Blue (NYPD Blue)
- 1994: One West Waikiki
- 1995: Akte X – Die unheimlichen Fälle des FBI (The X-Files)
- 1995–1996: Murder One
- 1997: Outer Limits – Die unbekannte Dimension (The Outer Limits)
- 2001–2003: The Agency – Im Fadenkreuz der C.I.A. (The Agency)
- 2002: The District – Einsatz in Washington (The District)
- 2007–2008: Jericho – Der Anschlag (Jericho)
- 2010–2011: General Hospital
- 2012: Californication
- 2015: Agent X

### Film
- 1985: Insignificance – Die verflixte Nacht (Insignificance)
- 1985: James Bond 007 – Im Angesicht des Todes (A View to a Kill)
- 1985: White Nights – Nacht der Entscheidung (White Nights)
- 1986: Die Bombe fliegt (Whoops Apocalypse)
- 1988: Das Gesetz ist der Tod (Messenger of Death)
- 1992: Ein ehrenwerter Gentleman (The Distinguished Gentleman)
- 1997: Mord im Weißen Haus (Murder at 1600)
- 1997: Am Ende der Gewalt (The End of Violence)
- 1999: Mord am Abgrund (Her Married Lover)
- 2000: Dumm gelaufen – Kidnapping für Anfänger (Screwed)
- 2001: Die Grauzone (The Grey Zone)

## Auszeichnungen
- Golden-Globe-Nominierung in der Kategorie Bester Serien-Hauptdarsteller – Drama für Murder One